# 岐阜県道437号湯屋温泉線
岐阜県道437号湯屋温泉線（ぎふけんどう437ごう ゆやおんせんせん）とは、岐阜県下呂市内の一般県道である。

## 概要

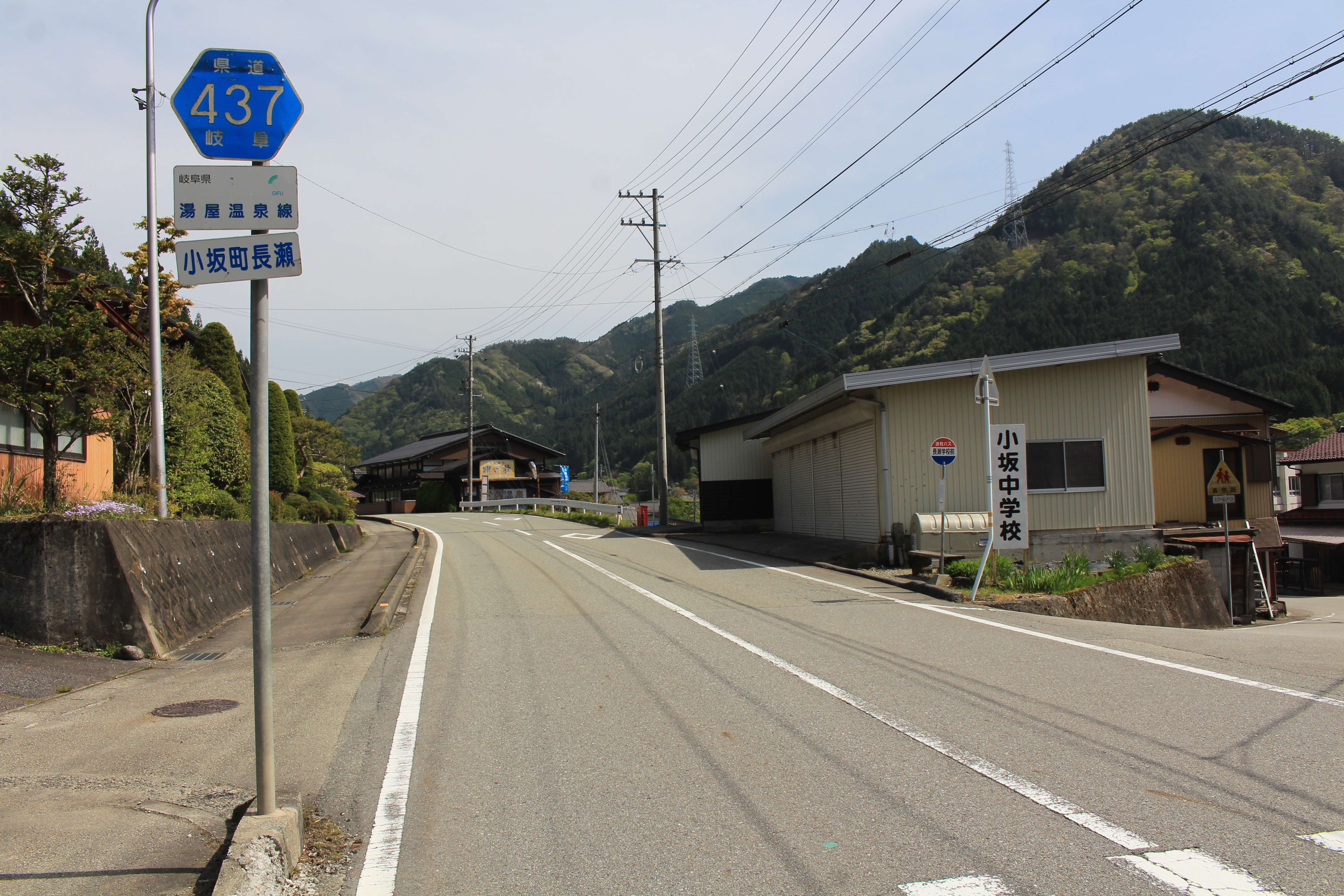
岐阜県道437号湯屋温泉線、下呂市小坂町長瀬にて

国道41号および下呂市小坂地区の中心部から小坂温泉郷（湯屋温泉、下島温泉、濁河温泉）へのアクセス路線である。
岐阜県下呂市小坂町大洞の中重口バス停付近が起点。大洞川に沿って北に向かう。同市小坂町落合の落合交差点で左折し、小坂川に沿って北西に向かう。小坂川と飛騨川の合流点付近の岐阜県下呂市小坂町小坂町の小坂町交差点（岐阜県道88号下呂小坂線交点）が終点。

### 路線データ
- 起点：岐阜県下呂市小坂町大洞
- 終点：岐阜県下呂市小坂町小坂町 小坂町交差点（岐阜県道88号下呂小坂線交点）
- 総延長：8.678km

## 重複区間
- 岐阜県道441号落合飛騨小坂停車場線（下呂市 落合交差点 - 下呂市 小坂町交差点）

## 道の駅
- 南飛騨小坂

## 地理
沿線に大洞川、小坂川、飛騨川（いずれも木曽川水系）が流れる。御前山（標高1646m）の東麓と北麓を進む。

### 通過する自治体
- 岐阜県
  - 下呂市

### 主な接続道路
- 岐阜県道441号落合飛騨小坂停車場線（下呂市 落合交差点、下呂市 小坂町交差点）
- 岐阜県道88号下呂小坂線（下呂市 小坂町交差点）

### 周辺
- 湯屋温泉
- 下呂市立湯屋小学校
- 下島温泉
- 下呂市立小坂中学校
- 下呂市小坂振興事務所（旧小坂町役場）
- 飛騨小坂駅（JR高山本線）